# تفجير مسجد مزار شريف 2022
تفجير مسجد مزار شريف 2022 هو تفجير وقع في 21 أبريل 2022 داخل مسجد شيعي أثناء صلاة الظهر، وسط مدينة مزار الشريف شمالي أفغانستان، مما أسفر عن مقتل 31 شخصًا على الأقل وإصابة أكثر من 87 آخرين. أعلن تنظيم الدولة الإسلامية-ولاية خراسان على تليغرام مسؤوليته عن الهجوم.
وكان التفجير جزءًا من سلسلة من الهجمات في نفس اليوم، بما في ذلك تفجيران استهدفا ضباط طالبان في قندوز ومقاطعة خوجياني، وتفجيرًا أصاب طفلين شيعيين في كابل.

## الهجوم
في يوم الخميس 21 أبريل 2022 وقع انفجار داخل مسجد «سه دكان» الشيعي في مزار شريف بولاية بلخ. وأشارت وكالة أنباء «آماج نيوز» الأفغانية إلى أن المسجد يعد من أكبر وأقدم مساجد أفغانستان. وأضافت أن المسجد مكون من 3 طوابق، وإن الانفجار وقع خلال اداء صلاة الظهر.
ادى الانفجار إلى مقتل 31 شخصاً وإصابة 87 جريحًا على الأقل، من بينهم 6 في حالة حرجة.
انتشرت على وسائل التواصل الاجتماعي صور للضحايا أثناء نقلهم إلى المستشفى. وأظهرت الصور، أرض المسجد وقد تناثر الزجاج في أرجائها.
وفي نفس اليوم وقعت انفجارات في ثلاثة أقاليم أفغانية أخرى أيضا. حيث أدى انفجار قنبلة زرعت على جانب طريق في منطقة تسكنها غالبية شيعية في العاصمة كابل إلى إصابة طفلين. ولقي أربعة أشخاص على الأقل حتفهم في انفجار استهدف سيارة تابعة لطالبان في منطقة خوجياني بولاية ننكرهار في شرق البلاد. كما وقع تفجير سيارة قرب مركز للشرطة في مدينة قندز وخلف أربعة قتلى و 18 جريحا.

## المسؤولية
أعلن تنظيم الدولة الإسلامية على تليغرام مسؤوليته عن هجوم مسجد مزار شريف. وقال في بيان تناقلته حسابات جهادية على تطبيق تلغرام إن عناصره تمكنوا من «إدخال حقيبة مفخخة» داخل المسجد وقد جرى تفجيرها بعد اكتظاظه.

## ردود الفعل
- ادانت إمارة أفغانستان الإسلامية بشدة التفجيرات التي استهدفت المدنيين. وقال المتحدث باسم الحكومة ذبيح الله مجاهد على تويتر أن هذه الجرائم من عمل دوائر لا علاقة لها بالمجتمع الأفغاني.[12]
- قدمت سفارة الجمهورية الإسلامية الإيرانية بتعازيها لأسر الشهداء، متمنية الشفاء العاجل للمصابين. وذكر بيان صادر عن السفارة الإيرانية في كابول أن دماء المسلمين والصائمين في أفغانستان تراق مرة أخرى خلال شهر رمضان المبارك بالايادي الاثمة والقذرة للإرهابيين.[12][13]
- قال رئيس الوزراء الباكستاني شهباز شريف في بيان إنه يدين بشدة الانفجار الذي وقع في مسجد في مزار الشريف، وقدّم تعازيه القلبية ومواساته إلى حكومة وشعب أفغانستان.[14]
- وصف مقرر الأمم المتحدة الخاص لحقوق الإنسان في أفغانستان ريتشارد بينيت، الهجمات على مجتمع الهزارة بأنها «منهجية» ودعا إلى «إجراء تحقيق فوري والمساءلة ووضع حد لانتهاكات حقوق الإنسان هذه».[12]
- كما أدان حزب الله وكتائب حزب الله الهجوم الإرهابي في أفغانستان.[15][16]